# Osvaldo Requena
Osvaldo Francisco Requena (Buenos Aires, 29 de junio de 1931 - ibídem, 25 de marzo de 2010) fue un pianista, arreglador, compositor y orquestador de tango argentino.

## Carrera
Requena fue un importante arreglador y pianista del tango contemporáneo, además de director de orquesta, incluidos los acompañamientos a diversos cantantes. Grabó más de 400 discos, y como pianista, alrededor de 800 trabajos, según contaba en una de sus entrevistas.
Admirador de Eduardo Arolas, Agustín Bardi, Alfredo Gobbi y Francisco Canaro, realiza su primer arreglo para la orquesta de Raúl Kaplún en 1951.
A lo largo de los años trabajó con músicos como Leopoldo Federico, Florindo Sassone, Astor Piazzolla, y Zubin Mehta.
En 1968 es nombrado director del sello "Microfón", donde se desempeñó a lo largo de catorce años.
Allí dirigió la orquesta que acompañó a artistas de folclore como Alfredo Zitarrosa o Los Quilla Huasi, entre otros. Durante la década de 1970 fue director de la orquesta estable del Canal 11 de Buenos Aires, donde acompañó a artistas de todos los géneros.
Dejó unas cien obras inéditas compuestas, y acumulaba un voluminoso archivo de arreglos de tango de todas las épocas, con más de ocho mil partituras.
Fue convocado por el director de cine Leopoldo Torre Nilsson para componer la banda de sonido de Los siete locos, donde incluyó obras originales de su autoría como La milonga del rufián melancólico, El vals del encuentro y Tango del desorden.
Hacia 1984 comienza a dirigir la Orquesta Nacional "Juan de Dios Filiberto", con la que se presenta en el Teatro Cervantes de Buenos Aires.
Al año siguiente funda un trío para tocar sus arreglos. Era un viejo proyecto que había gestado en los años 1960, cuando tocaba junto a Hermes Peresini en violín, Enrique Marchetto en contrabajo y el cantor Floreal Ruiz.
Del mismo modo, junto al espectáculo denominado "Tango Sessions", Requena realizó gran cantidad de giras por los Estados Unidos, Europa y el continente asiático.
Durante sus últimos años fue uno de los directores de la orquesta del "Café de los Maestros", agrupación integrada por destacadas figuras del género, e impulsada por el músico Gustavo Santaolalla.
Falleció en Buenos Aires el 25 de marzo de 2010, a los 78 años.